# Puig Cornaló
El Puig Cornaló és una muntanya de 1.181 metres que es troba al municipi de Vidrà, a la comarca d'Osona.